# نییرپاراسنیا

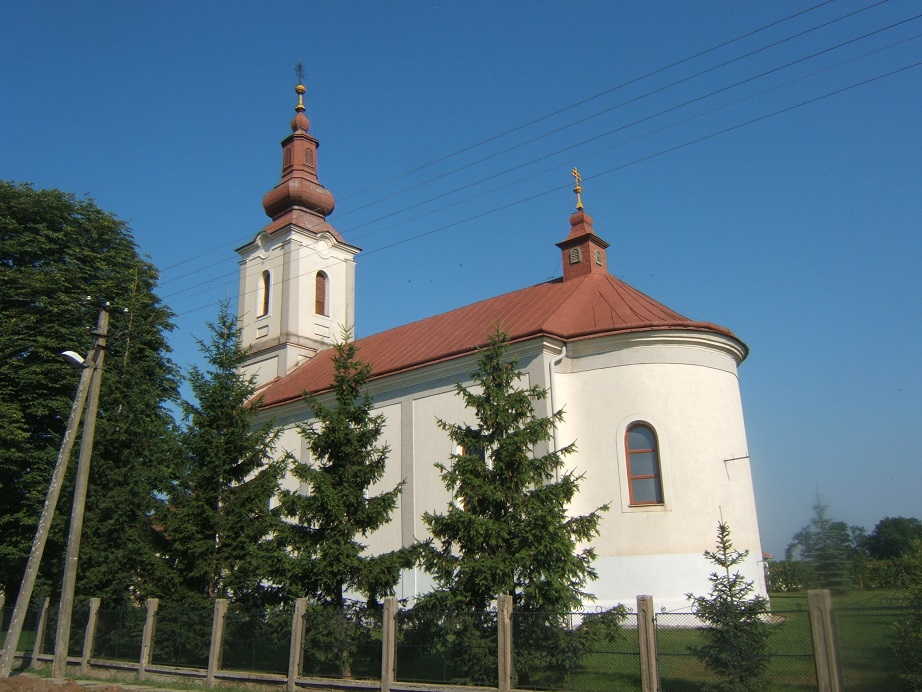
شهرداری مجارستان

نییرپاراسنیا (به مجاری:  Nyírparasznya) یک شهرداری در مجارستان است که در ناحیه ماته‌سالکا واقع شده‌است. نییرپاراسنیا ۱۴٫۸ کیلومتر مربع مساحت و ۹۵۹ نفر جمعیت دارد.